# Ben Radcliffe
Ben Radcliffe, född 1998, är en brittisk skådespelare.
Radcliffe har bland annat medverkat i TV-serierna Masters of the Air och Pandora. Han har även medverkat i filmen The Shepherd.

## Filmografi (i urval)
- 2019–2020 – Pandora (TV-serie)
- 2023 – The Shepherd
- 2024 – Masters of the Air (TV-serie)